# Гигантский пегий зимородок
Гигантский пегий зимородок (лат. Megaceryle maxima) — вид птиц семейства зимородков. Самый большой зимородок на африканском континенте.

## Описание
Гигантский пегий зимородок достигает длины 46 см. Голова и верхняя сторона крыльев имеют серо-белые крапины. У самца рыжее пятно на шее. У самки рыжая грудь, нижняя сторона их крыльев окрашена также в рыжий цвет.

## Распространение
Область распространения гигантского пегого зимородка лежит в Африке к югу от Сахары. Она простирается от Сенегала и Эфиопии на севере до Южной Африки на юге. Птица обитает у рек и водоёмов, в местах, благоприятных для охоты на рыб, раков и амфибий из засады.

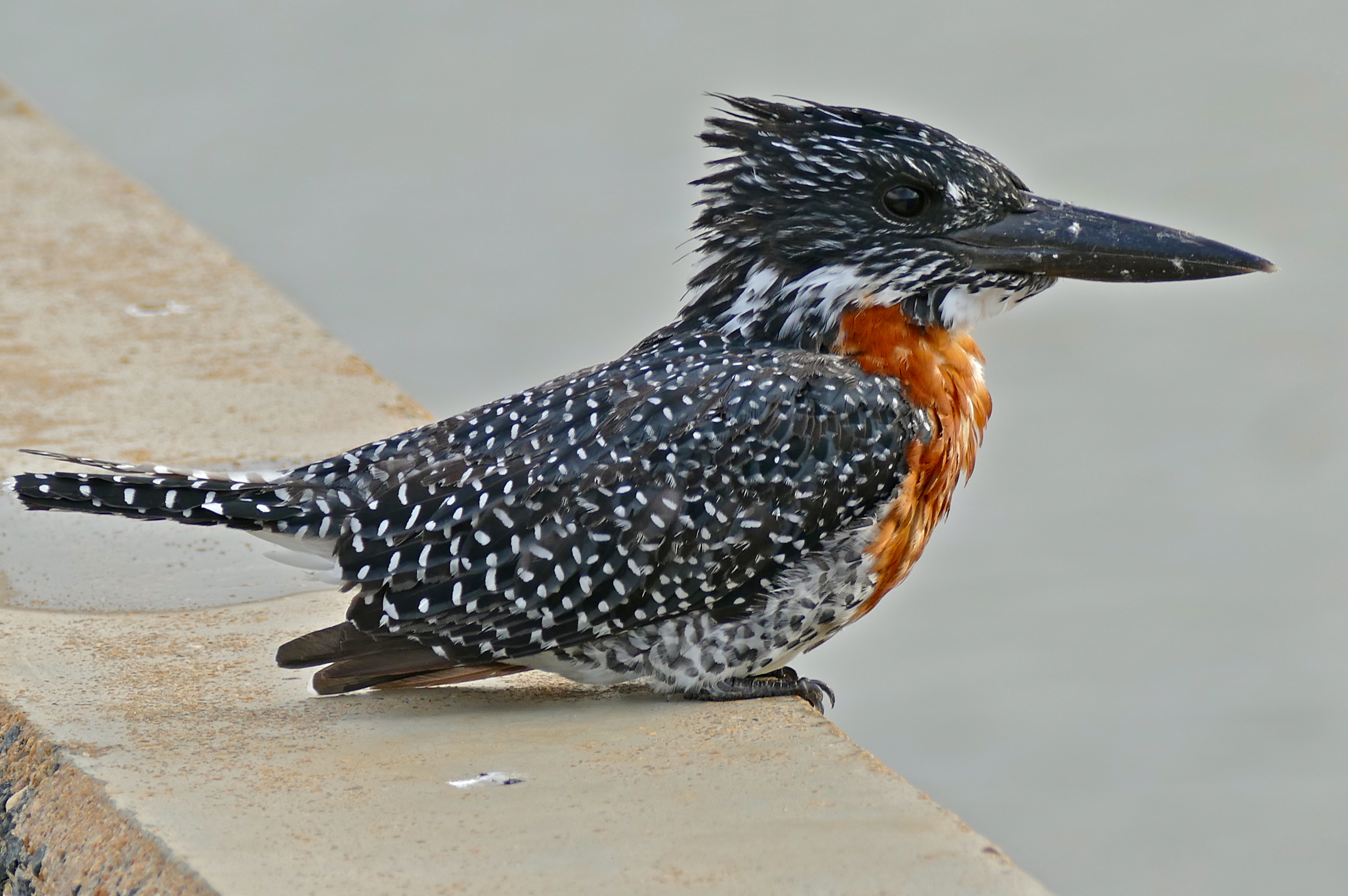